# Microsoft Windows-Tool zum Entfernen bösartiger Software
Das Microsoft Windows-Tool zum Entfernen bösartiger Software (englisch Windows Malicious Software Removal Tool, kurz MRT oder MSRT) ist eine Software von Microsoft zum Überprüfen von PCs und Servern mit Windows-Betriebssystemen auf bestimmte, häufige Schadprogramme sowie deren Entfernung.
Mit Stand August 2023 werden die Betriebssysteme Windows 11, Windows 10, Windows 8.1, Windows 7, Windows Server 2022, Windows Server 2019, Windows Server 2016, Windows Server 2012 R2, Windows Server 2012, Windows Server 2008 R2 und Windows Server 2008 unterstützt. Die Unterstützung für Windows XP wurde am 14. Juli 2015 beendet. Für Windows 2000 wird das Programm seit dem 13. Juli 2010 nicht mehr über Windows Update angeboten, die letzte funktionierende Programmversion ist 4.20 vom Mai 2013.

## Funktion

Microsoft Windows-Tool zum Entfernen bösartiger Software
(Screenshot der Malwareliste).

Im Unterschied zu Antivirenprogrammen kann das Microsoft-Tool nur aktive Schadsoftware entfernen und nicht deren Einnistung ins System verhindern. Microsoft stellt klar, dass es kein Ersatz für ein Antivirenprogramm ist.
Eine neue Programmversion erscheint jeden zweiten Dienstag im Monat (dem Patch Day von Microsoft), in Sonderfällen gibt es auch außerplanmäßige Aktualisierungen. Das Programm ist über „automatische Updates“, über „Windows-Update“ oder zum manuellen Herunterladen von der Microsoft-Webseite erhältlich. Es ist für Privatnutzer und professionelle Anwender gedacht.
Die Gründe, warum das kostenfrei erhältliche Programm keine Konkurrenz zu gängigen Antivirenprogrammen ist, zählt Microsoft selbst auf:
- Das Programm bietet keinen Schutz gegen das Eindringen von Viren und anderer Schadsoftware; erst wenn diese sich an bestimmten Orten auf dem Computer eingenistet haben, können sie von MSRT erkannt und entfernt werden, jedoch nur dann, wenn sie gerade aktiv sind.
- Es ist auf das Erkennen einiger bestimmter, weit verbreiteter, aber schwer zu entfernender Computerwürmer, „Trojaner“ und Viren spezialisiert. Eine Liste der von MSRT bekämpften Familien von Malware wurde von Microsoft veröffentlicht.[7]
- Der Zeitraum von einem Monat bis zur nächsten Aktualisierung ist für die Bekämpfung neuartiger Viren zu lange. Gängige Antivirenprogramme werden meist täglich oder öfter über das Internet automatisch aktualisiert. Das MSRT unterstützt Antivirenprogramme bei der Bekämpfung von Schadprogrammen (engl. „malware“), die von diesen nicht entdeckt oder entfernt werden konnten.
- Das Programm untersucht normalerweise nicht den gesamten Computer, sondern nur die üblichen verdächtigen Stellen. Nur beim Aufruf durch den Benutzer kann auch ein „vollständiger Scan“ eingestellt werden.

Da manche Schadsoftware die automatische Aktualisierung von Windows verhindert, kann beim Verdacht auf Befall ein Durchlauf mit dem manuell heruntergeladenen MSRT eine erste Maßnahme sein.
Bei Erkennung von Schadsoftware oder beim Auftreten eines Fehlers während der Ausführung wird ein Bericht an Microsoft gesendet. Dabei werden laut Microsoft keine Daten gesendet, die Rückschlüsse auf den Computer oder den Nutzer ermöglichen. Aus den übermittelten Daten werden Statistiken über die Ausbreitung bestimmter Familien von Schadsoftware erstellt und das Programm verbessert. Die Berichtskomponente kann auch ausgeschaltet werden.
Das Programm mrt.exe wird gestartet durch Eingabe von
Windows+R%windir%\system32\mrt.exeEnter
Das Tool sendet nach einem Scanndurchlauf die Logdatei als Telemetriedaten an Microsoft.

## Geschichte
Das Programm zum Entfernen bösartiger Software wurde am 13. Januar 2005 erstmals von Microsoft für die damals gängigen Windows-Versionen Windows 2000, Windows XP und Windows Server 2003 in 24 Sprachen veröffentlicht. In den ersten 15 Monaten danach wurde das Programm auf rund 270 Millionen Computern installiert. Aus den Rückmeldungen an Microsoft geht hervor, dass es in dieser Zeit 16 Millionen Würmer, Trojaner und Viren von 5,7 Millionen einzelnen Computern entfernt hat. 3,7 Millionen Computer waren mit Trojanern infiziert, sie stellten in diesem Zeitraum den größten Anteil an Schadsoftware dar. Dass im Verhältnis zu den untersuchten  Computern nur relativ wenig Schadsoftware entfernt wurde, liegt daran, dass das Programm auf bestimmte Gruppen von Schadsoftware spezialisiert ist und meist zusätzlich zu Antivirenprogrammen schädliche Software entfernt. Die Verbreitung von bestimmten weit verbreiteten Familien von Malware ging im Untersuchungszeitraum von der Veröffentlichung des Tools Anfang 2005 bis zum März 2006 erheblich zurück, bei einigen Typen sogar um 75 Prozent.
Am 19. Mai 2009 veröffentlichte Microsoft eine Statistik, aus der hervorging, dass sich unter den am meisten verbreiteten zehn Schadsoftware-Familien („Top Ten“) sechs Programme befanden, die Passwörter und Bankdaten auf Computern ausspionieren konnten. 859.842 Computer wurden bis zum Berichtszeitpunkt durch das Microsoft Tool zum Entfernen bösartiger Software von diesen Programmen befreit. Manche Computer waren von mehreren dieser sechs Programme befallen, ähnlich arbeitende, aber weniger verbreitete Schadsoftware wurde in der Statistik nicht berücksichtigt.